# Jan Sosniok

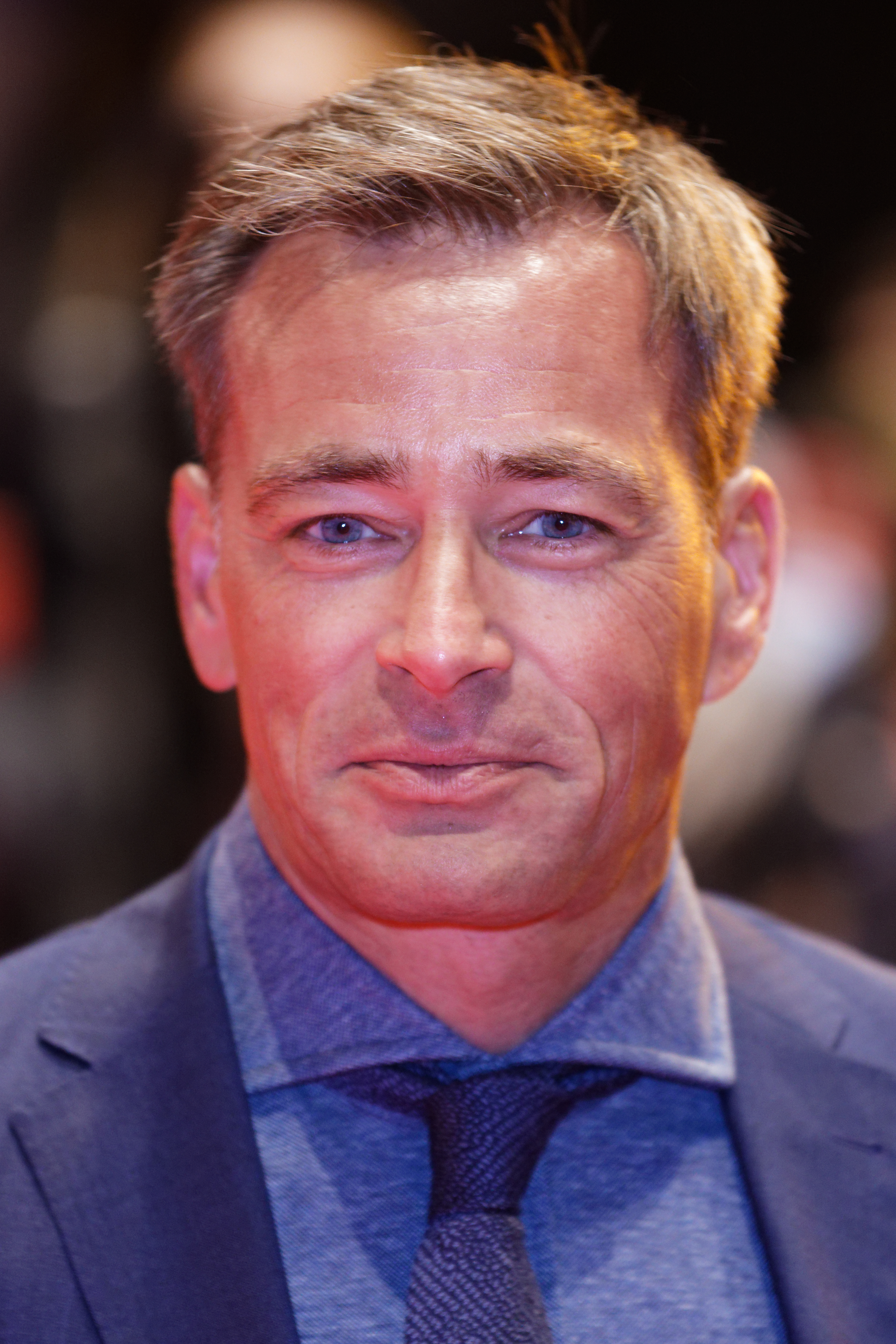
Jan Sosniok (2017)

Jan Sosniok (* 14. März 1968 in Gummersbach) ist ein deutscher Schauspieler und Synchronsprecher.

## Leben und Karriere
Jan Sosniok arbeitete nach seinem Fachoberschulabschluss in Wiehl in handwerklichen Gelegenheitsjobs, bevor er 1992 beim Modelcontest Gesicht 92 der Zeitschrift Max unter die letzten zehn Kandidaten kam. Mit diesem Schritt begann seine Karriere als Fotomodell, die ihn 1993 auch nach Berlin führte.
Seine Schauspielkarriere begann er 1994 in der Daily Soap Gute Zeiten, schlechte Zeiten. Er ist seitdem vertreten in Fernsehserien, Fernsehfilmen, Komödien, Krimis und Thrillern. Zudem erlangte er durch die erfolgreiche Serie Berlin, Berlin weitere Bekanntheit.
Von 2010 bis 2014 gehörte er zur Stammbesetzung der Sat.1-Serie Danni Lowinski. Von 2013 bis 2018 verkörperte er im Rahmen der Karl-May-Spiele Bad Segeberg den Winnetou und löste damit den Schauspieler Erol Sander ab.
Sosniok lebt in Berlin. Er ist Vater von drei Kindern. Sein Sohn wächst bei der Mutter auf, von der sich Sosniok 2001 trennte. Im November 2011 wurde Sosniok Vater einer Tochter. Im August 2017 kam seine zweite Tochter zur Welt.

## Filmografie (Auswahl)

### Filme
- 1997: Küstenwache (Pilotfilm)
- 1997: Rosamunde Pilcher: Die zweite Chance
- 1998: Liebling vergiß die Socken nicht!
- 1998: Cascadeur – Die Jagd nach dem Bernsteinzimmer
- 2000: Thrill – Spiel um dein Leben
- 2000: Das Traumschiff – Seychellen
- 2000: Sascha
- 2002: Das beste Stück
- 2004: Das allerbeste Stück
- 2004: Liebe ohne Rückfahrschein
- 2005: Siegfried (Kinofilm)
- 2005: Vollgas – Gebremst wird später
- 2005: Macho im Schleudergang
- 2006: Verschleppt – Kein Weg zurück
- 2006: Rosamunde Pilcher: Wiedersehen am Fluss
- 2007: War ich gut?
- 2007: Die Märchenstunde: Die Prinzessin auf der Erbse – Qual der Wahl Royal
- 2007: Erdbeereis mit Liebe
- 2007: Inga Lindström: Ein Wochenende in Söderholm
- 2008: African Race – Die verrückte Jagd nach dem Marakunda
- 2008: Hardcover (Kinofilm)
- 2008: Zoogeflüster – Komm mir nicht ins Gehege!
- 2009: Entscheidung in den Wolken
- 2009: Frauen wollen mehr
- 2010: Das Traumhotel – Chiang Mai
- 2010: Rosamunde Pilcher: Im Zweifel für die Liebe
- 2010: Die Hüttenwirtin
- 2010: Kreuzfahrt ins Glück – Hochzeitsreise nach Korfu
- 2011: Lindburgs Fall
- 2012: Lebe dein Leben
- 2012: Heiratsschwindler küsst man nicht
- 2013: Die Landärztin – Entscheidung des Herzens
- 2014: Rosamunde Pilcher: Anwälte küsst man nicht
- 2017: Die Eifelpraxis – Väter und Söhne
- 2018: Das Traumschiff – Los Angeles
- seit 2018: Frühling (Fernsehreihe) – als Tom Kleinke
  - 2018: Mehr als Freunde
  - 2018: Gute Väter, schlechte Väter
  - 2018: Wenn Kraniche fliegen
  - 2018: Am Ende des Sommers
  - 2019: Lieb mich, wenn du kannst
  - 2020: Liebe hinter geschlossenen Vorhängen
  - 2021: Weihnachtsgrüße aus dem Himmel
  - 2022: Auf den Hund gekommen
  - 2022: Alte Liebe, neue Liebe
  - 2022: Alte Gespenster
  - 2022: Das erste Mal
  - 2022: Eine Handvoll Zeit
  - 2023: Kleiner Engel, kleiner Teufel
  - 2023: Das Geheimnis vom Rabenkopf
  - 2023: Flüsternde Geister
  - 2023: Lauf weg, wenn du kannst
  - 2024: Ein Zebra im Gepäck
  - 2024: Die verschwundenen Eltern
  - 2024: Wenn die Zeit stehen bleibt
  - 2024: Blick ins Morgen
  - 2024: Mit dem Feind im Bett
  - 2024: Holla, die Waldfee
- 2020: Berlin, Berlin – Der Film
- 2022: Das Traumschiff – Coco Island

### Fernsehserien
- 1994–1998: Gute Zeiten, schlechte Zeiten (Soap)
- 1996–2001: OP ruft Dr. Bruckner (47 Folgen)
- 1997, 2009: Ein Fall für zwei (Folgen 17x10, 29x06)
- 1997, 2001–2003: Küstenwache (17 Folgen)
- 1998: First Love – Die große Liebe
- 1998: Medicopter 117 – Jedes Leben zählt (Folge 1x02)
- 1999: Operation Phoenix – Jäger zwischen den Welten
- 1999: Balko (Folge 4x14)
- 1999: Alarm für Cobra 11 – Die Autobahnpolizei (Folge 7x17)
- 2000: Kommissar Rex (Folge 6x10)
- 2000: Der Pfundskerl (1 Folge)
- 2001: Nesthocker – Familie zu verschenken (Folge 2x11)
- 2001: Im Namen des Gesetzes (Folge 6x13)
- 2001, 2020: SOKO München (Folgen 20x04, 46×13)
- 2002: Bernds Hexe (Folge 1x03)
- 2002–2005: Berlin, Berlin (86 Folgen)
- 2003: Körner und Köter (Folge 1x08)
- 2003: Wolffs Revier (Folge 12x02)
- 2004: Inspektor Rolle (Folge 2x01)
- 2004: Edel & Starck (Folge 3x08)
- 2004: Typisch Sophie (Folge 1x02)
- 2007: Notruf Hafenkante (Folge 2x03)
- 2008: Angie (Folgen 2x03, 2x09)
- 2008: Türkisch für Anfänger (Folgen 3x09–3x10)
- 2010: SOKO Leipzig (Folge 14x05)
- 2010: Der Bergdoktor (Folge 3x12)
- 2010–2012, 2014: Danni Lowinski (42 Folgen)
- 2010: In aller Freundschaft (Folge 13x16)
- 2012: Heiter bis tödlich: Hauptstadtrevier (Folge 1x05)
- 2013: Der Staatsanwalt (Folge 8x02)
- 2016: SOKO Köln (Folge 13x12)
- 2018: Bettys Diagnose (Folge 5x07)
- 2019: 23 Morde – Bereit für die Wahrheit? (Folge 1x05)
- 2019: Die Rosenheim-Cops (Folge 19x06)
- 2020: Blutige Anfänger (Folge 1x10)
- 2022: Fritzie – Der Himmel muss warten (Folge 3x02)
- 2024: Die Verräter – Vertraue Niemandem! (Teilnehmer)

## Theater
- 2006: Die Erbin, Neue Schaubühne München, Hauptrolle: Morris Townsend
- 2007: Die Erbin, Karl-Diehl-Halle Röthenbach a. d. Pegnitz, Hauptrolle: Morris Townsend
- 2013–2018: Karl-May-Spiele Bad Segeberg, Hauptrolle als Winnetou